# 니가타현 주에쓰 해역 지진
니가타현 주에쓰 해역 지진(일본어: 新潟県中越沖地震)은 2007년 7월 16일 10시 13분경(일본 표준시)에 니가타현 주에쓰 지방을 진원으로 하여 발생한 지진이다. 일본 기상청이 발표한 정식 명칭은 ‘헤이세이 19년(2007년) 니가타 현 주에쓰 오키 지진’(일본어: 平成19年（2007年）新潟県中越沖地震, The Niigataken Chuetsu-oki Earthquake in 2007)이다.. 지진의 규모는 리히터 규모 6.8로, 주에쓰 지방에서는 2004년의 니가타 현 주에쓰 지진 이후 가장 강력한 지진이다.

## 개요

### 본진
- 시각 : 2007년 7월 16일 월요일 10시 13분 경
- 진원 : 일본 니가타현 (니가타시에서 남서쪽으로 약 60킬로미터 지점)
- 진원의 깊이 : 약 17킬로미터
- 규모 : 매그니튜드 6.8(잠정치)
- 최대 진도(6강) : 니가타현 나가오카시·가시와자키시·가리와촌, 나가노현 이즈나정

#### 진도
각지의 진도를 나타낸 표이다. (참고 : 시구정촌은 2020년 기준 행정구역이다.)
| 진도 | 도도부현   | 시구정촌 |
| ---- | ---------- | --- |
| 6강  | 니가타현   | 나가오카시, 가시와자키시, 가리와촌 |
| 6강  | 나가노현   | 이즈나정 |
| 6약  | 니가타현   | 나가오카시, 가시와자키시, 조에쓰시, 오지야시, 이즈모자키정                                                                              |
| 5강  | 니가타현   | 나가오카시, 조에쓰시, 오지야시, 산조시, 도카마치시, 미나미우오누마시, 쓰바메시                                                          |
| 5강  | 나가노현   | 이즈나정, 나카노시, 이야마시, 시나노정                                                                                                  |
| 5약  | 니가타현   | 나가오카시, 조에쓰시, 산조시, 도카마치시, 미나미우오누마시, 가모시, 미쓰케시, 우오누마시, 쓰바메시, 고센시, 야히코촌, 니가타시 니시칸구 |
| 5약  | 니가노현   | 나가노시 |
| 5약  | 이시카와현 | 와지마시, 스즈시, 노토정 |

### 여진(진도5약이상)
2007년 7월16일 오후 3시 37분 경
규모 5.8 / 최대 진도 : 니가타현 나가오카시·이즈모자키정

### 해일
지진 발생 직후인 오전 10시 14분에 사도가섬을 포함한 니가타 현 전 연안에 해일주의보가 발령되었고, 미약한 해일이 관측되었다. 이외에는 해일의 관측이 없었고, 1시간 정도가 지난 오전 11시 20분에 해일주의보는 해제되었다.

## 발생 요인
이 지진을 두고 당초에는 니가타현 주에쓰 지진이나 노토반도 지진과의 관련성이 널리 보도되었다. 그러나 이들 지진은 발생 경향은 비슷하지만, 같은 단층에서 일어난 지진이 아닌 ‘독립한 지진’으로 다루어진다. 이렇게 거리가 가까운 지역에서 짧은 기간 동안 대지진이 발생한 예로는 기타타지마 지진과 기타탄고 지진이 있다.
그러나 니가타 현 주에쓰 지진이나 노토 반도 지진이 이번 지진의 방아쇠라는 지적도 있다. 이전의 두 지진이 니가타 현 주에쓰 오키 지진을 야기한 단층에 미치는 압력에 변화를 주었다는 설이다. 다만 니가타 현 주에쓰 지진 발생 이후 주변 지각에 일어난 압력의 변화에 대해서는 일본 기상청은 줄어들었다고 본 반면에, 산업기술총합연구소 활단층연구센터에서는 늘었다고 밝혀 의견은 갈리고 있다.

## 피해

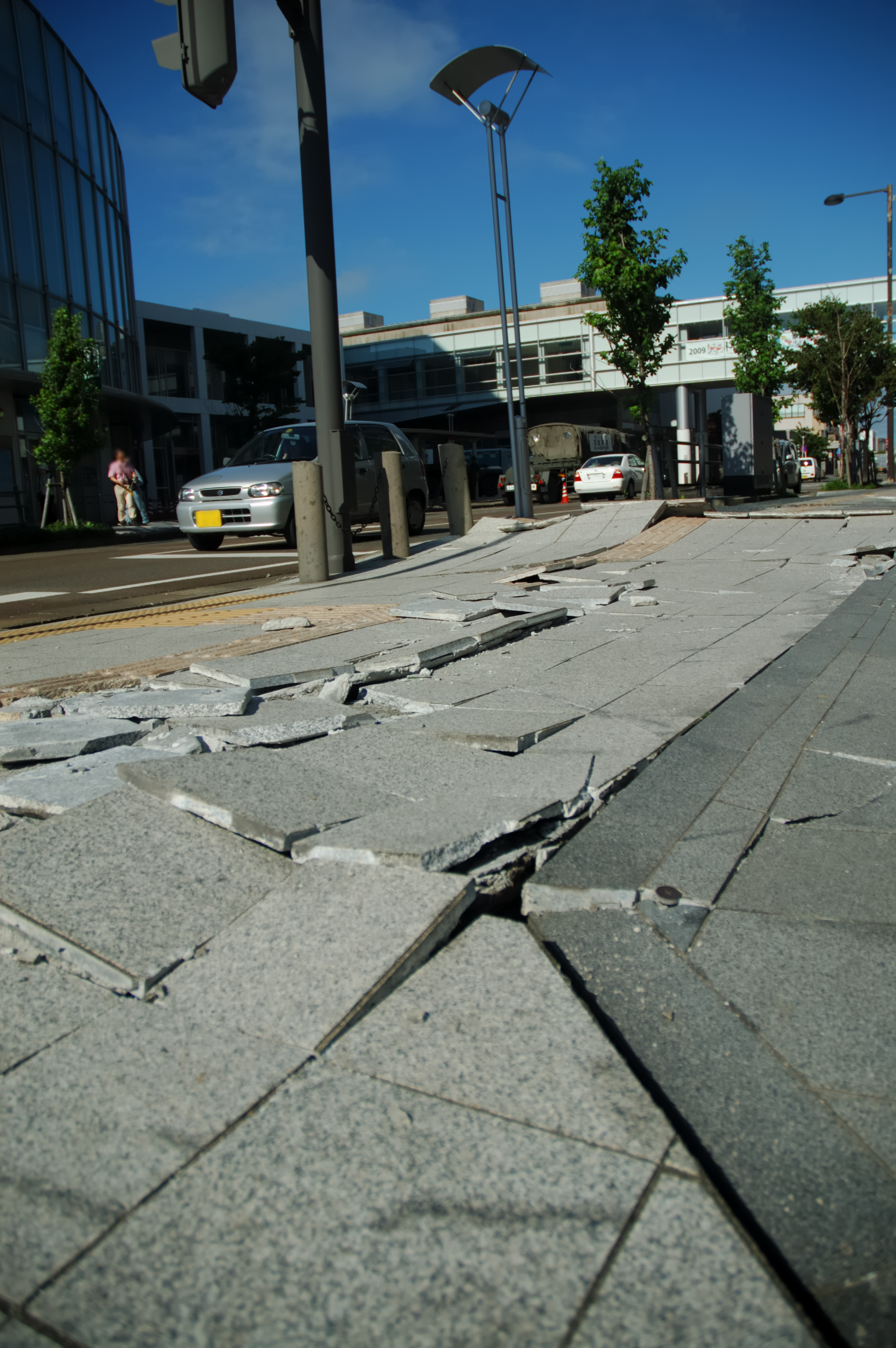
2007년 7월에 촬영한 가시와자키 시내의 보도의 노반 붕괴

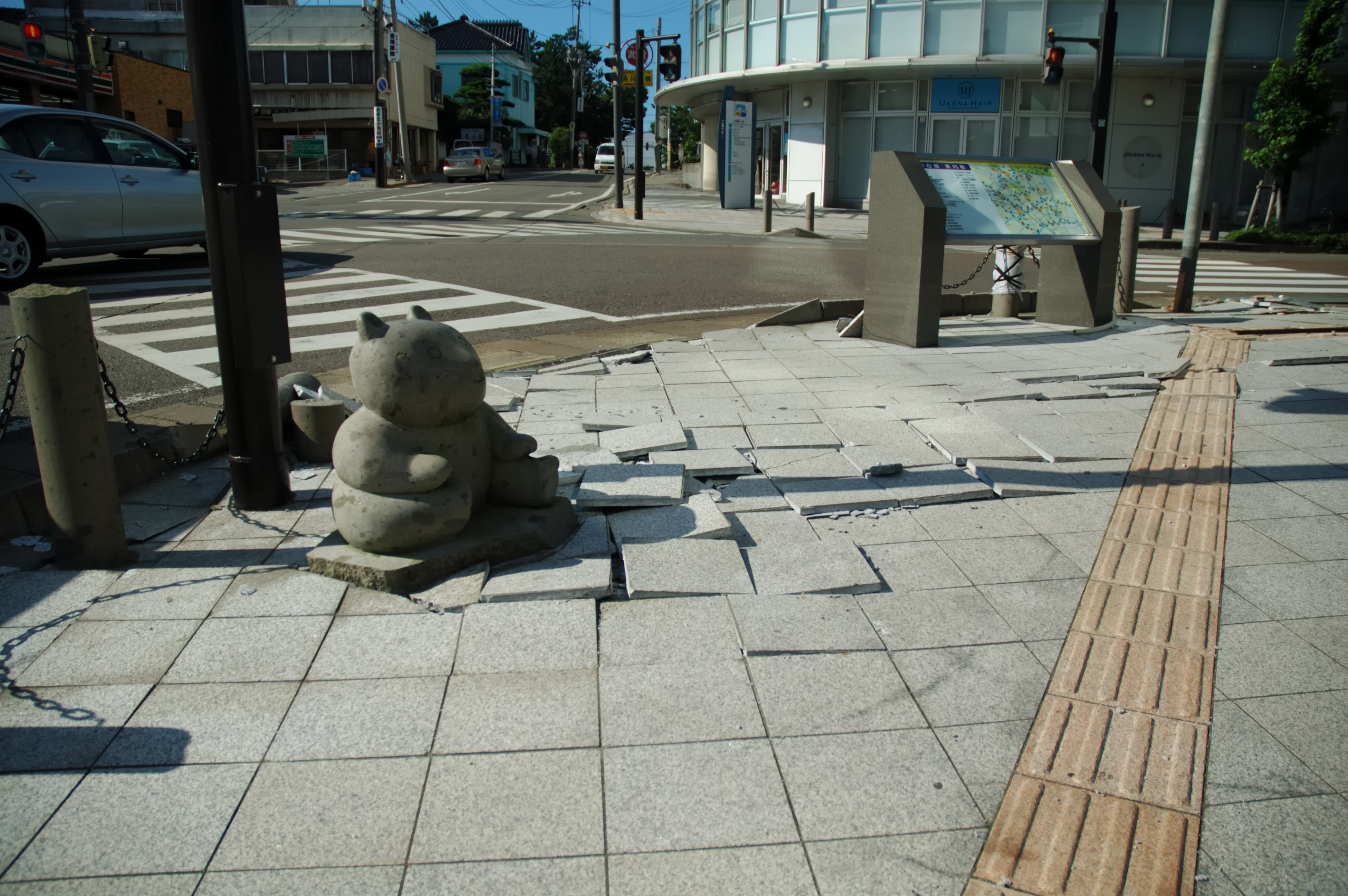
2007년 7월에 촬영한 가시와자키 시내의 보도의 노반 붕괴

### 피해 종합
니가타현(2007년 8월 4일 오전 9시 현재)
- 사망 : 11명
- 중경상 : 1,957명
- 건물 전파 : 1,082동
- 건물 대규모 반파 : 348동
- 건물 반파 : 1,987동
- 건물 일부 손괴 : 25,102동
- 사람이 살지 않는 가옥의 피해 : 18,657동

나가노현(2007년 8월 2일 오전 9시 30분 현재)
- 중경상 : 29명
- 건물 일부 손괴 : 318동

### 도시 피해
- 오전 10시 25분 경, 가시와자키 가리와 원자력발전소 3호기 변압기에서 화재가 발생하였고, 12시 10분 경에 진화되었다. 방사능 누출은 확인되지 않았다.[7] 3호기 화재 현장에는 직원 4명이 급히 출동했지만, 현장 가까이의 소화용 배관이 고장나 있었으므로 소화는 이루어지지 않았다. 지진의 영향으로 현지 소방서와의 전용 전화또한 사용할 수 없었고, 결국 소방대의 늦은 출동으로 2시간이 지나서야 진화되었다. 도쿄 전력측은 초기 소화 대응과 연계 등에 실패한 것을 인정했다.
  - 또한 변압기로부터 흑연뿐만 아니라 손상된 냉각장치에서 누출된 것으로 보이는 수증기로 건물 전체가 휩싸인 지진 직후의 건물이 해외 미디어에 보도되기도 했다.[8]
  - 가시와자키 가리와 원자력발전소 6호기의 비관리 구역에서 미량의 방사성 물질을 포함한 물이 새어나갔고, 일부가 배수구를 통해 바다로 유출된 것이 확인되었다.[9] 방사성 물질이 함유된 물의 양은 약 1.2입방미터로, 방사능의 양은 약 9만베크렐로, 리터당 약 80베크렐 정도이다.
- 가시와자키시에서 4만 2천여 호가 단수가 되는 등, 니가타현과 나가노현에서 도합 5만 호 이상이 단수.[10]
- 가시와자키시, 조에쓰시, 가리와촌, 나가오카시, 산조시, 쓰바메시, 가모시, 니가타시 등에서 지진 발생시에 35,344호가 정전.[11] 나가노시 북부 등에서 지진 직후인 10시 14분에 약 2만여 호가 정전되었다.[12].
- 7월 17일 정오에 집계한 결과, 전파 342동, 반파 99동, 일부 손괴 465동의 주택 피해.[13]
- 나가노 현 이이즈나 정에서 정내의 사미즈 청사 부근에서 도로가 융기하고 수도관이 파열되었다.

### 교통

#### 도로
- 지진 직후 간에쓰 자동차도 일부 구간이 한시적으로 통행 금지 되었으며, 호쿠리쿠 자동차도와 국도 8호 일부 구간은 통행 금지에서 1차선 통행 등으로 차단이 완화되었다.
- 일반 국도 여러 곳에서 통행 차단이 있었다.

#### 철도
- 며칠 동안 스친 태풍 4호에 수반한 호우로 인하여 지반이 약해져, 각지에서 토사재해가 일어났고, JR 동일본의 신에쓰 본선 오미가와 역 인근의 산사태로 인하여 신에쓰 본선의 운행이 중단되었고, 임시 버스가 운행되고 있다.
- 조에쓰 신칸센도 터널 내부의 콘크리트가 떨어지는 등의 영향으로 일시 운행이 중단되었다가, 지진 당일에 다시 운전을 재개하였다.
- 가시와자키역에 정차중이던 에치고선의 보통열차 2량 편성의 1량이 지진으로 인하여 탈선했지만, 부상자는 없었다.[14]
- 가시와자키 시내의 신에쓰 본선 제1요네야마터널을 주행하던 17량 편성의 화물 열차에서 전기기관차가 탈선했다고 운전기사가 보고하였다[15]. 그러나 조사 결과 탈선이나 손상은 없었던 것으로 확인되었고, 운전기사는 ‘진동이 격렬해 탈선했다고 생각했다’고 증언했다[16].
- 가시와자키 시내에서 신에쓰 본선과 에치고선 선로 및 노반이 만곡한 것이 확인되었다.

### 기타
- 리켄 가시와자키 공장의 조업 중단으로 다이하쓰 공업과 토요타 자동차가 일본 내 전 공장에서 조업을 중지했다. 스즈키, 닛산 자동차, 후지 중공업, 미쓰비시 자동차 공업도 생산을 일부 정지했다.[17].
- 제21회 일본 참의원 의원 통상선거의 투표소가 피난소로 정해져 기일전 투표의 제한이나 투표소 확보의 문제가 생겼다. 일부 투표소는 당일에 피난자의 거주 공간과의 구분 칸막이를 마련하는 등 프라이버시 대책을 세우기도 했다.
- 가시와자키 시의 쓰레기 소각 시설 ‘클린센터 가시와자키’에서는 높이 약 59미터의 철근콘크리트제 굴뚝에 큰 균열이 발생하는 등의 피해를 입어 소각로의 가동이 불가능해져 가시와자키 시와 가리와 촌의 쓰레기 소각 처리가 어려워졌다. 이후 두 시촌은 다른 시정촌에 협력을 요청하고 있다.
- 가시와자키 시의 커뮤니티 FM 방송 가시와자키 커뮤니티 방송은 스튜디오나 시무소 등의 피해가 크지만, 지진 발생 1분 후부터 24시간 체제로 재해 관련 정보를 방송하기 시작했다.
- 일부 블로그 등에서 ‘가스 난로와 분유를 택배로 보내자’는 포스트가 유행했지만, 가스 난로의 고압 용기는 택배업자의 집하 불가 품목이므로 취급하지 않는다. 또한 일전에는 원조 물자라고 보내진 물품이 과잉 재고가 되어 혼란이 발생한 적도 있기 때문에 바람직하다고는 볼 수 없다. 한편 니가타 현 재해대책본부에서는 개인의 구호 물자는 사양한다는 취지의 발표를 한 바 있다.[18]。
- 지진 피해와 수반한 악덕 방문판매 업자가 나타나는 경우가 있다. 2004년의 주에쓰 지진에서도 피해가 나타났기 때문에 주의를 요하고 있다[19].
- 가시와자키시 출신인 전 모닝구 무스메의 멤버 오가와 마코토의 본가도 피재하고 있던 것이 일부 스포츠 신문과 텔레비전 프로그램에서 보도된 바 있다.

## 정부 대처

### 일본 수상 관저·일본 내각부
- 7월 16일 10시 15분, 시오자키 야스히사 내각관방장관이 입회한 가운데 위기관리대책센터에 대책실을 마련하였다.
- 아베 신조 총리는 제21회 일본 참의원 의원 통상선거의 유세를 위하여 나가사키현에 있었지만, 곧 그만두고 도쿄도로 복귀하였다가, 같은 날 오후 4시 34분에 가시와자키 시에 도착하였다.[10]
- 미조테 겐세이 방재담당대신은 참의원 선거에 입후보하여 지역구인 히로시마현에서 선거운동을 하던 중이었으나 그만두고, 정부조사단 단장으로 니가타 현의 피해지역을 시찰하였다.

### 일본 방위성
- 7월 16일 오전 10시 49분, 제12여단장이 니가타 현 지사로부터의 재해 파견 요청을 수리하고, 현지에 대원과 항공기를 파견하였다.

### 니가타 현
- 7월 16일 오전 10시 13분, 현청 내에 재해대책본부를 설치하고, 현 지사는 육상 자위대에 재해 파견 요청을 행하였다.
- 7월 16일 오전 10시 30분, 긴급소방원조대에 출동을 요청하고, 이어 소방청 장관이 센다이시·도쿄도·도야마현·후쿠시마현·요코하마시·도치기현·사이타마현·이시카와현에 출동을 요청하였다.
- 7월 16일 오전 10시 49분, 현지사가 육상자위대에 재해 파견 요청을 하였다.
- 7월 16일 오후 1시 30분, 해상자위대 마이즈루 지방 총감에 대하여 현 지사가 재해 파견 요청을 하였다.

### 가시와자키시
- 7월 18일 오전 11시, 가시와자키 시장이 가시와자키 가리와 원자력발전소의 정지 명령을 발하였다.

### 주요 지원
- 7월 18일, 일본 외무성은 미국정부가 쿨러 약 100대와 물을 피해 지역에 제공했다고 발표하였다.[20].

## 같이 보기
- 1964년 니가타 지진
- 니가타 현 주에쓰 지진
- 토양 액상화(soil liquefaction)